# Palazzo Fatta
Il palazzo Fatta è un palazzo storico della città di Palermo la cui prima edificazione avvenne presumibilmente alla fine del XVI secolo. L'ingresso al palazzo è a Piazza Marina 19.

## Storia
Il palazzo venne edificato in più fasi: a metà del XVII secolo dai Costa Baroni del Grano; ampliato e arricchito ai primi del secolo successivo dai Denti di Piraino principi di Castellazzo; poco dopo la metà del secolo passò in proprietà ai Calderone baroni di Baucina che fecero realizzare le splendide decorazioni del grande salone. Alla metà del XIX secolo fu acquistato dai Fatta baroni della Fratta che lo sopraelevarono, ampliarono e completarono, e i cui discendenti lo detengono in massima parte tuttora.

## Descrizione
L'aspetto esteriore, così sobrio e contraddistinto dal susseguirsi regolare delle cornici rette, dipende dall'ultimo rimaneggiamento ottocentesco dovuto ai Fatta. Particolarmente suggestiva è la grande terrazza che si affaccia su Piazza Marina, ornata di eleganti balaustrate, e che funge da sfogo per i grandi saloni del piano nobile le cui aperture, incorniciate da timpani curvi e retti alternati, sono ulteriormente sottolineate in facciata dai quattro grandi tondi a stucco dipinti in bianco e azzurro.
Nell'interno sono da segnalare i pregevoli affreschi eseguiti nel 1771 da Antonio Manno per conto di Salvatore Calderone, barone di Baucina. Tra questi sono di grande effetto la galleria con Le virtù della famiglia, La gloria del casato, scene con putti, allegorie delle virtù e scorci prospettici.
Il palazzo è stato completamente restaurato nel 2008.